# ایو آنلاین
«ایو آنلاین» (انگلیسی: Eve Online) یک بازی ویدئویی در سبک شبیه‌سازی پرواز فضایی، بازی نقش آفرینی بر خط چندنفره گسترده، اپرای فضایی است؛ که در سال ۲۰۰۳ و در پلت‌فرم‌های لینوکس، مایکروسافت ویندوز، و مک‌اواس منتشر شده‌است.

## گیم‌پلی
بازیکنان بازی را با انتخاب یک شخصیت از پیش ساخته‌شده یا ایجاد یک شخصیت جدید آغاز می‌کنند. هر حساب کاربری در Eve Online امکان ایجاد حداکثر سه شخصیت را فراهم می‌آورد. هنگام ایجاد یک شخصیت جدید، بازیکن ابتدا باید یکی از چهار نژاد قابل بازی یعنی Amarr، Gallente، Minmatar یا Caldari را انتخاب کند. هر نژاد به سه خون‌خط تقسیم می‌شود که ظاهرهای از پیش تعریف‌شده متفاوتی به شخصیت‌ها می‌دهند و بازیکن می‌تواند این ظواهر را به دقت تنظیم کند.
برخلاف بسیاری از بازی‌های چندنفره آنلاین دیگر که نسخه‌های متعددی از جهان بازی به صورت همزمان اجرا می‌شوند (مثل سرورهای مختلف)، Eve Online در عمل یک جهان یکپارچه است. حداقل چهار نسخه از این جهان وجود دارد: سرور اصلی به نام "Tranquility"، سرور چینی "Serenity"، سرور آزمایشی عمومی "Singularity" (که با نام "Sisi" نیز شناخته می‌شود) و سرور رویدادها به نام "Thunderdome" که برای مسابقات استفاده می‌شود. یک سرور آزمایشی جدید به نام "Buckingham" اعلام شد که قرار بود جایگزین "Singularity" به عنوان سرور آزمایشی اصلی Eve Online شود، در حالی که "Singularity" برای تست مشترک بازی‌های Dust 514 و Eve Online استفاده می‌شد. با توقف فعالیت Dust 514، "Singularity" دوباره به سرور آزمایشی اصلی تبدیل شد و "Buckingham" به یک سرور آزمایشی خصوصی برای توسعه‌دهندگان CCP تبدیل شده است.